# Glock 26
Pour les articles homonymes, voir Glock (homonymie).
Le Glock 26 est un pistolet semi-automatique conçu et fabriqué depuis 1996 par l'entreprise autrichienne d'armement Glock pour les forces militaires  et les services de police. C'est l'équivalent du Glock 17, en version ultra-compacte.

## Destination
De par sa taille équivalente à celle d'un S&W  Bodyguard ou d'un Walther PPK, le G26 est utilisé comme arme de secours par les forces spéciales militaires et services de police dotés de pistolets Glock de même calibre, ou d'arme discrète pour les missions de  protection rapprochée. Ses utilisateurs policiers le portent souvent dans un étui de cheville.

## Évolution
Presque tous les Glock vendus à partir de 1998 possèdent une carcasse équipée d'un rail pour accessoires moulé et présentant une poignée anatomique. Le Glock 26, de par sa taille sub compact, n'est pas équipé du rail pour accessoires. En 2010 apparaissait le G26 de quatrième génération, muni d'un dos de crosse interchangeable (3 tailles).
En début d'année 2018 apparaissait le Glock 26 génération 5 équipé d'un canon Marksman.

## Diffusion

### Europe
- Autriche
- Belgique : Depuis 2002, 1939 Glock 26, Glock 17 et Glock 19 arment  la police belge et la Sûreté de l'État. Il y remplace les Browning GP, Browning 1910, Jericho 941 S&W Model 10, S&W Model 64.
- Bulgarie :  La police bulgare utilise des Glock G26 mais aussi des G17 et G19 en plus du CZ-75BD.
- France : en Gendarmerie, au sein du GIGN, des Brigades et des Sections de Recherches, des antennes du Renseignement Territorial, de la DCIS, du Service Central du Renseignement Criminel et de certaines unités de la garde républicaine. En Police, le Service de la protection, certains services de la police judiciaire et en arme de secours de la BRI et du RAID.
- Pologne
- Lettonie

### Amériques
- Brésil : La police brésilienne utilise des Glock G26 mais aussi des G17 et G19.
- Canada : Les policiers de la Sûreté du Québec ainsi que les constables spéciaux du service de protection des personnalités du ministère de la sécurité publique (MSP) emploient le Glock 26 mais aussi des 19 et 17 comme arme de service de nos jours (2013). Mais les différentes forces de police canadiennes utilisent surtout des Glock 22/Glock 23.
- États-Unis

### Afrique
- Algérie : Utilisé par les force spéciale et unités spéciales de la Police, la Gendarmerie nationale et l'Armée nationale populaire
- Égypte
- Tunisie : Utilisé par les unités d'élite de la Police

### Asie
- Afghanistan
- Indonésie

## Le G26 dans la culture populaire
Moins connu que le Glock 17, le Glock 26 est l'arme de poing des officiers de police judiciaire Max Kerkerian (Vincent Cassel) dans Les Rivières Pourpres et Vincent (Tomer Sisley) dans Nuit blanche ou celle des pilotes de chasse (sur Dassault Mirage 2000)  Antoine « Walk'n » Marchelli (Benoît Magimel), Sébastien « Fahrenheit » Vallois (Clovis Cornillac) et Estelle « Pitbull » Kass (Alice Taglioni) dans Les Chevaliers du ciel. Toutefois, si les gardes du corps des généraux de l'Armée de l'air française étaient alors armés de Glock 26, les personnels navigants utilisaient le PAMAS G1. Le Glock 26 apparaît aussi dans la série télévisée Fabio Montale où il est l'arme d'appoint du capitaine de police Morvan (Marc Samuel) qui le porte à la cheville.